# Ezüst (heraldika)
Az ezüst a fémek közé tartozó heraldikai színezék. 
A korai címeres leveleken a címer miniatúrájához valódi ezüstöt használtak. Ez idővel a tárolás körülményeitől függően megfeketedhet. Az ezüst félreértelmezéséből eredehetnek a későbbi rossz színábrázolások, mint például a helytelenül rekonstruált vörös-fekete sávos magyar történelmi zászlók. Ezért figyelembe kell venni, hogy néhány címeres levélen, melyen ezüstöt használtak, ma már fekete szín látható. Továbbá a nem megfelelő nyomdatechnikai eljárással készült mai címerábrázolásokon az ezüst túlságosan sötét, így azt a laikus személy könnyen szürkének vélheti.  

Az ezüstöt a heraldikában fehérrel is lehet helyettesíteni

Püspöki Nagy Péter szerint a XVI. századi forrásokkal igazolni lehet, hogy a (magyar?) heraldikában az ezüstöt félholddal jelölték. Az ezüst alkémiai jele is a félhold volt.     

## Az ezüst szimbolikája
A holt heraldika korában különféle jelentéstartalmakat igyekeztek az ezüsthöz kapcsolni. Így lett Prinsaultnál az alázat, tisztesség, tisztaság, szeplőtelenség jelképe. A Spener által említett Heraldus Britannus nevű középkori herold az aspre elnevezést használta az ezüstre, mely valószínűleg alkímiai eredetű. Egyes misztikus filozófusoknál (Johannes Tauler, 1300 k. – 1361) a fehér szín a színtiszta és mezítelen szellemnek felel meg.

## A szó etimológiája
A magyar ezüst előfordul üst, öst alakban, mely valószínűleg téves szóelemzés eredménye. Az ezüst valószínűleg őspermi jövevényszó, melynek -is utótagja a vas, érc szavakkal tartozik össze.
Az angolban használt Argent a latin argentum, ez a görög Αργυρος származéka, melynek értelme ezüst vagy fehér fém. Ezt a szót használták a régi francia címerleírásokban és innen került át az angol heraldikába is.

## Az ezüst és a fehér előállítása
Az ezüstöt olyan fehér festékkel dörzsölték szét, amely átláthatatlanul takarja az alatta való színt. Ha nagyon fényes felület előállítására törekedtek, a fémport tisztán kellett felkenni, majd csonttal simítani. Az ezüsthöz általában ólomalapú fehér festéket használtak. A 19. század elejéig az egyetlen általánosan elterjedt fehér festék az ólomfehér volt. A természetes hidroceruzit helyett (mely az ólom felületén másodlagosan képződő anyag, Pb3(CO3)2(OH)2, inkább az ólom és az ecet valamint a szén-dioxid egyszerű reakciójával állították elő. Melyet már Kr. e. a
4. században is ismertek. Agyagedénybe ólomlemezeket helyeztek és az aljára ecetsavat öntöttek, majd az edényt lótrágyába helyezték. A
meleg hatására az ecetsav párologni kezdett és a levegő oxigénjével ólomecet keletkezett, majd a szén-dioxid hatására lemezek felületére fehér "ólomvirág" (PbCO3) ülepedett ki. Az elkészítése 6–12 hétig tartott, majd lekaparták, kiülepítették, kiszárították, átszitálták és
az ólomfehér gyártásához használták fel.
Az egyszerű rajzokon a fémek helyett festéket is a használtak. A művészetben a legrégibb időktől használtak különféle formában kalcium-karbonátot is. A természetben előfordul a kőzetekben (kréta,mészkő, márvány)  és a puhatestűek mészvázának fő alkotóeleme is. A 15. századi Európában mesterségesen állították elő. Szent János-fehérnek hívták. Cennino Cennini (Il libro dell'arte, a 15. sz. eleje) az előállítását így írja le: 
"Végy oltatlan meszet (CaO), szép fehéret; a port tedd nyolc napra csöbörbe,
cserélvén naponta a vizet tisztára és kevervén jól a mésszel és a
vízzel, hogy egyfajta zsírosságot kapj. Majd ebből készíts kis
cipókat: majd tedd a tetőre a napra. [A szén-dioxid hatására
kalcium-karbonát jön létre.] És minél régebbiek ezen cipók, annál jobb
lesz a fehérség..."